# Выводной проток околоушной слюнной железы

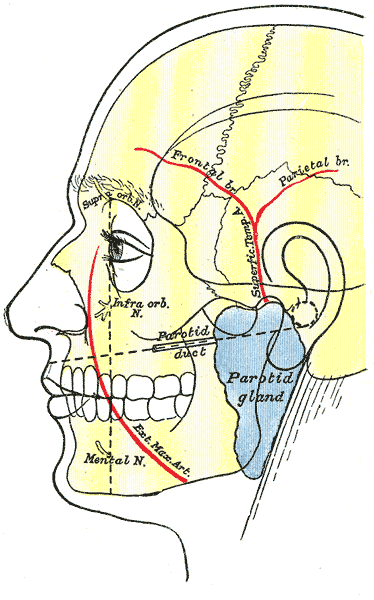
Околоушная слюнная железа человека (parotid gland) и её выводной проток (parotid duct)

Выводной проток околоушной слюнной железы (синоним: стенсеновский проток, стенонов проток; лат. ductus parotideus) — проток околоушной слюнной железы, по которому секрет этой железы (слюна) выводится в полость рта.
Выводной проток околоушной слюнной железы проходит на 1 — 2 см ниже скуловой дуги по наружной поверхности жевательной мышцы и, далее, обогнув передний край этой мышцы, проникает сквозь щёчную мышцу и открывается в полость рта на уровне второго моляра верхней челюсти.

## История и этимология

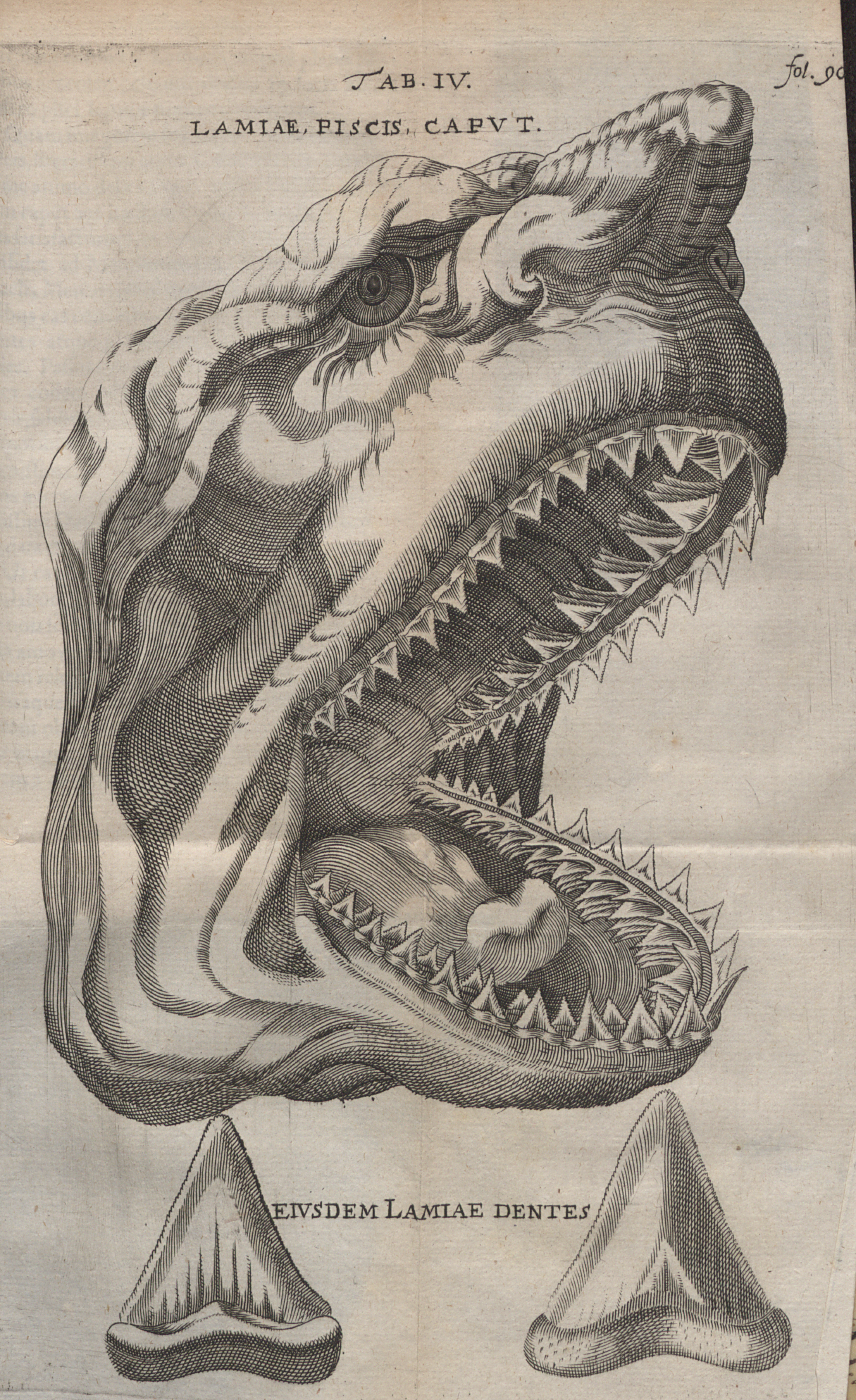
Elementorum myologiae specimen, 1669

Выводной проток околоушной слюнной железы был описан в 1627 году Джулио Кассерио (1561—1616) и в 1655 году Уолтером Нидхемом (1631—1691), но первое полное описание его было сделано датским анатомом Нильсом Стенсеном (1638—1686), называемого также Николаем Стеноном, поэтому этот проток получил наименование стенсеновского или стенонова.

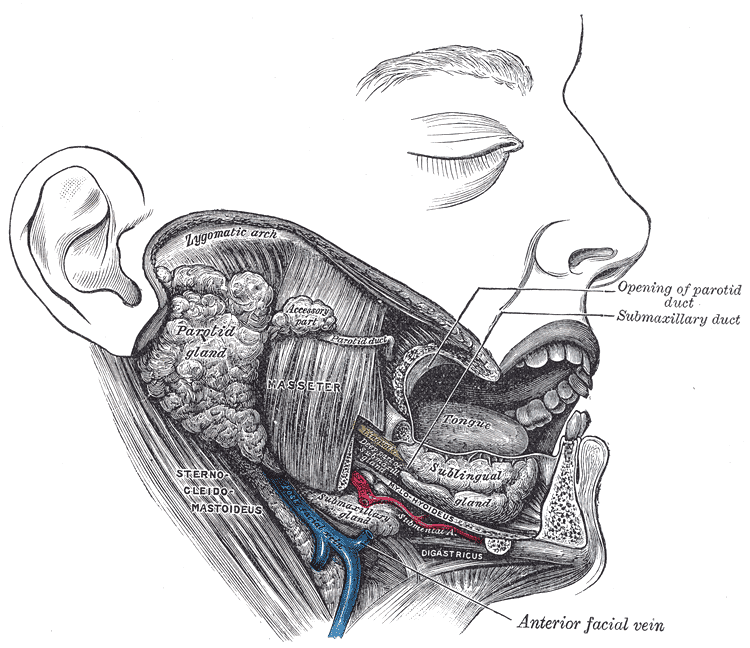
Выводной проток околоушной слюнной железы (parotid duct)